# The Twiolins

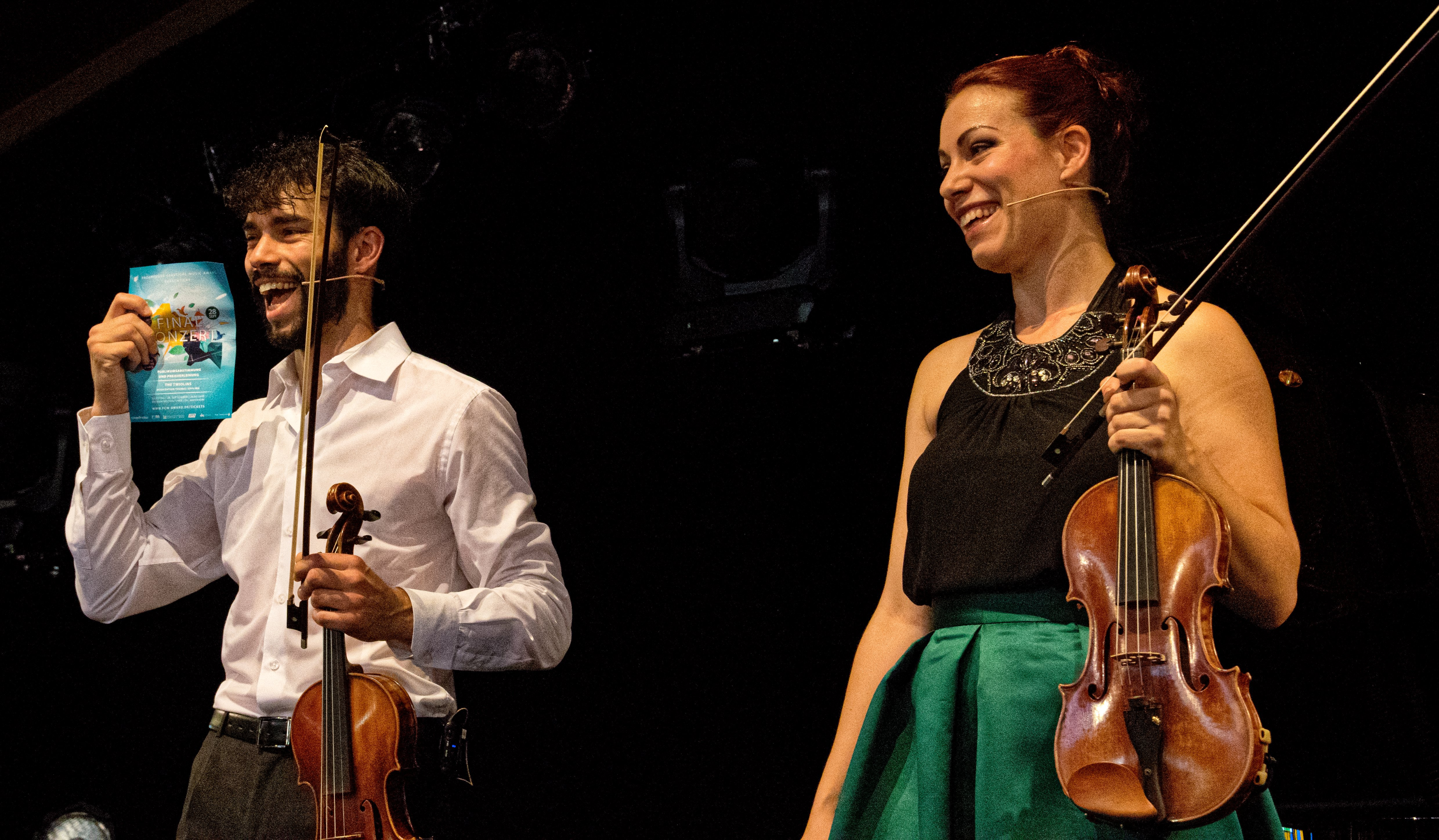
The Twiolins auf dem ZMF 2019 in Freiburg

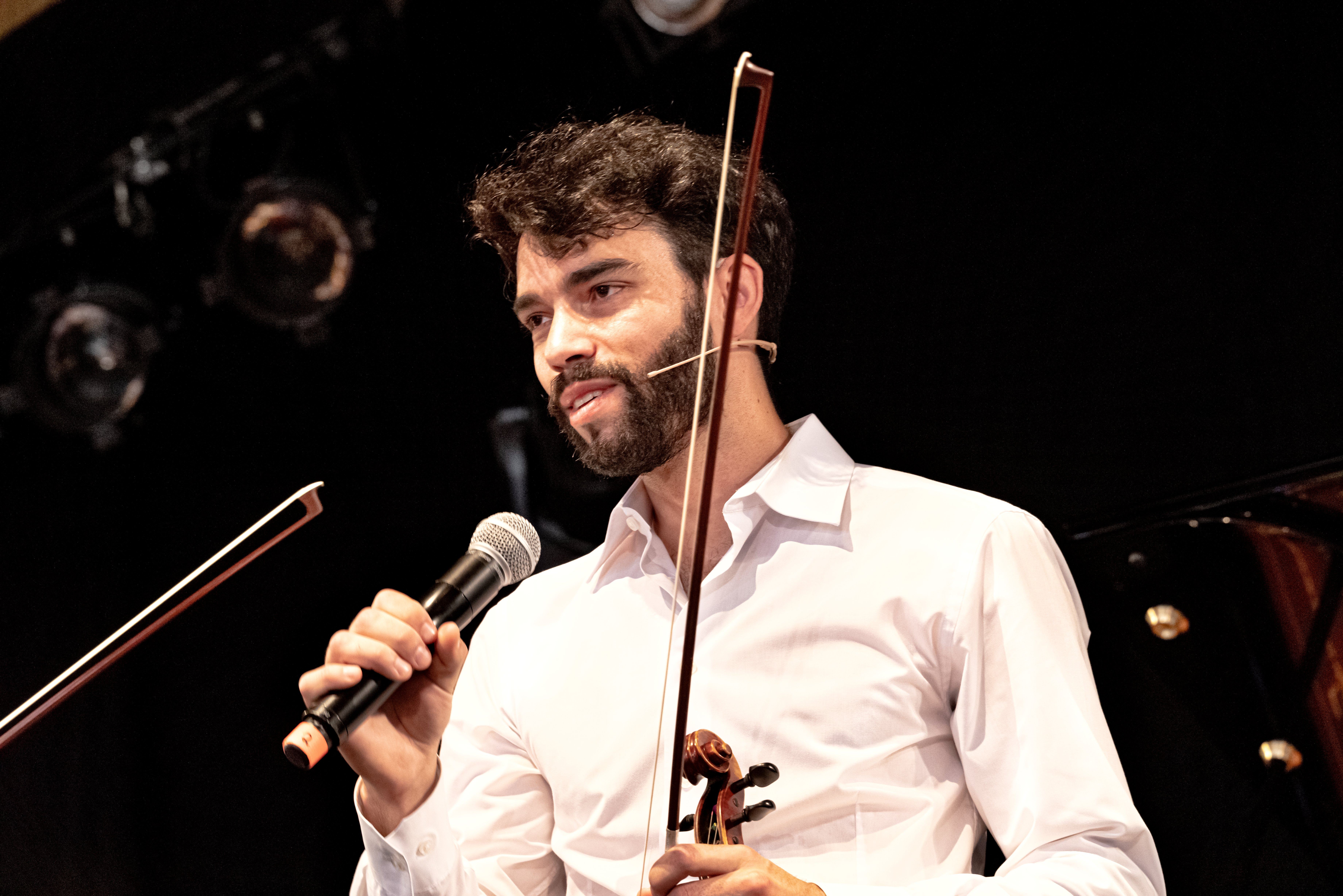
Christoph Dingler

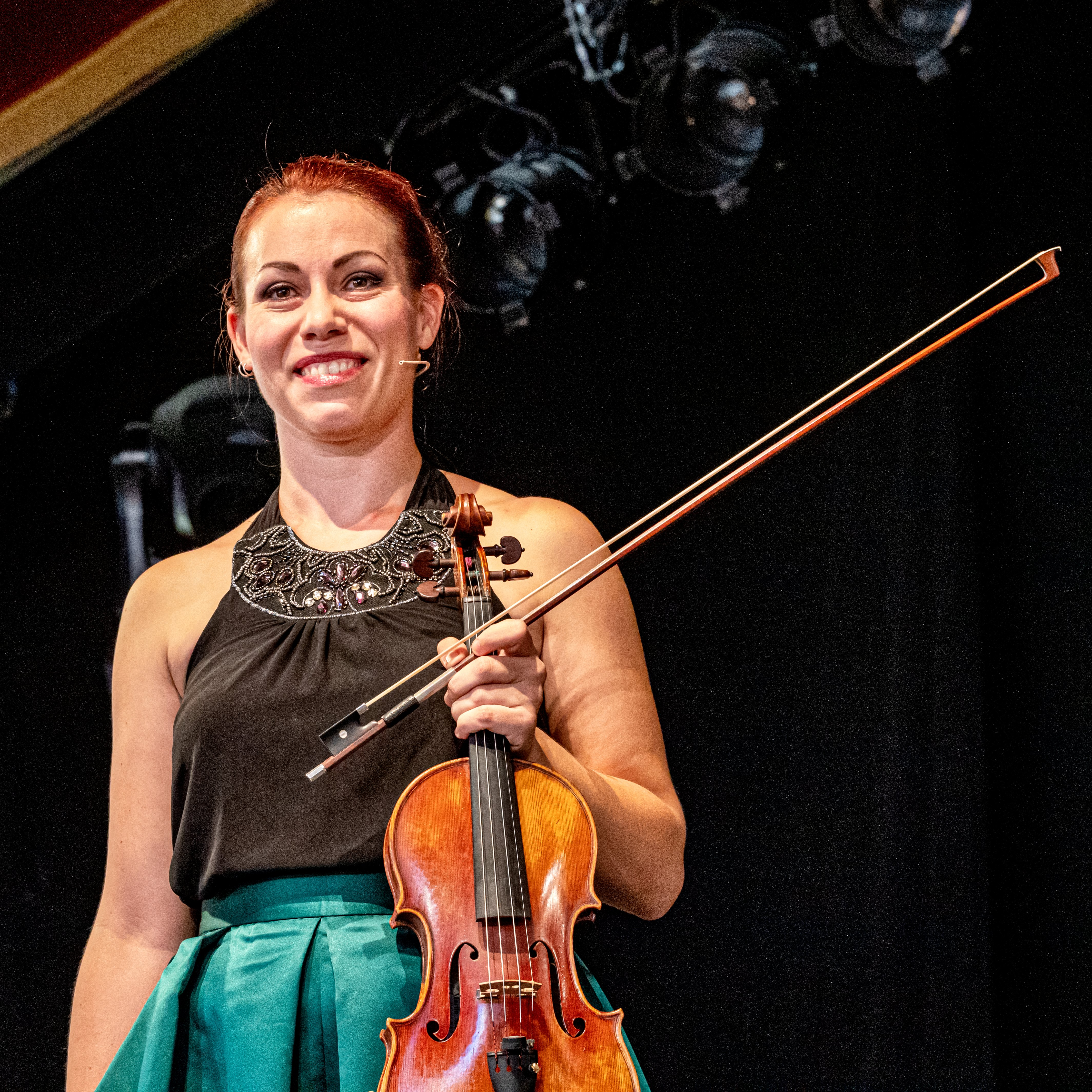
Marie-Luise Dingler

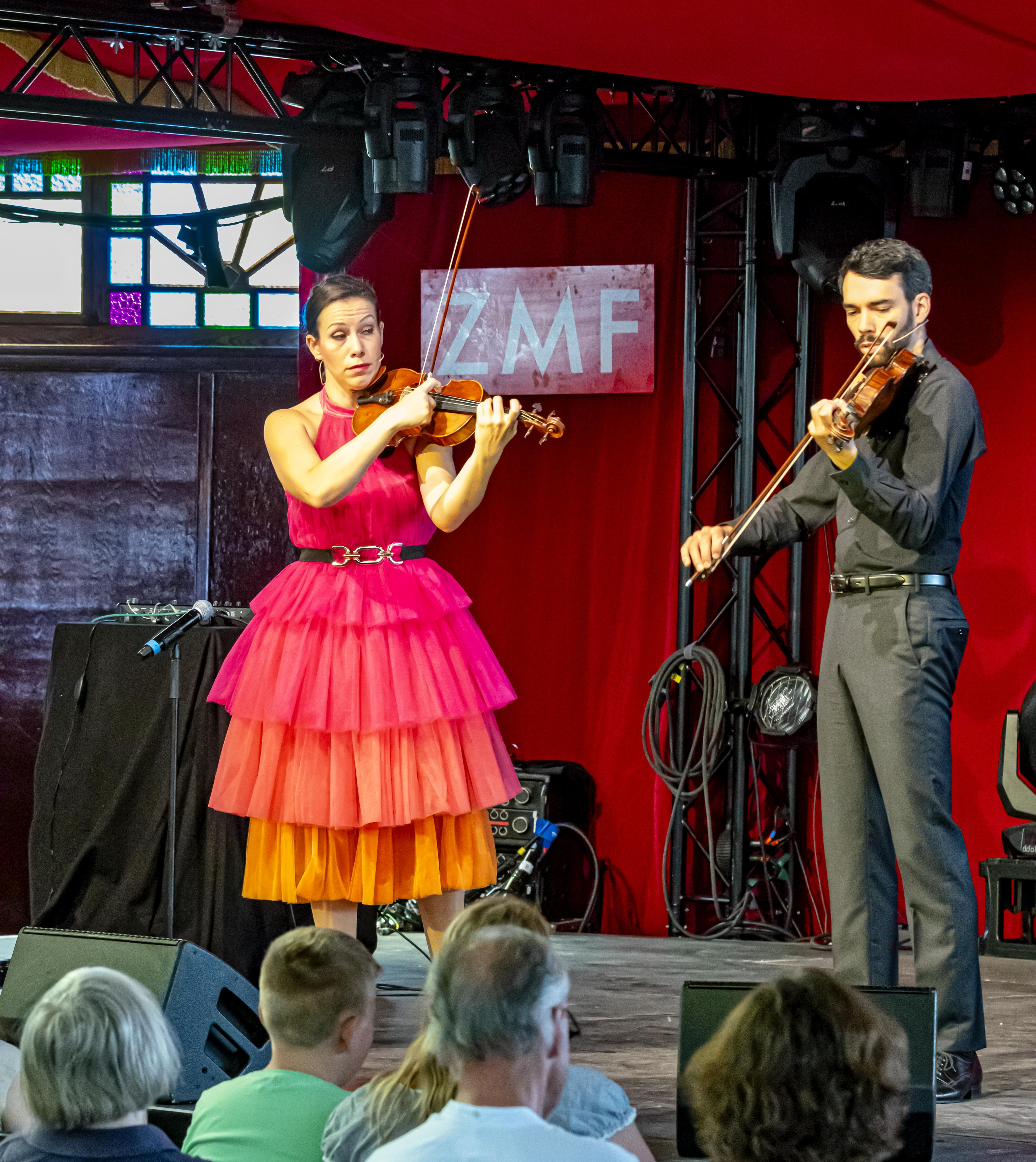
Die ZMF-Klassik-Matinee 2023

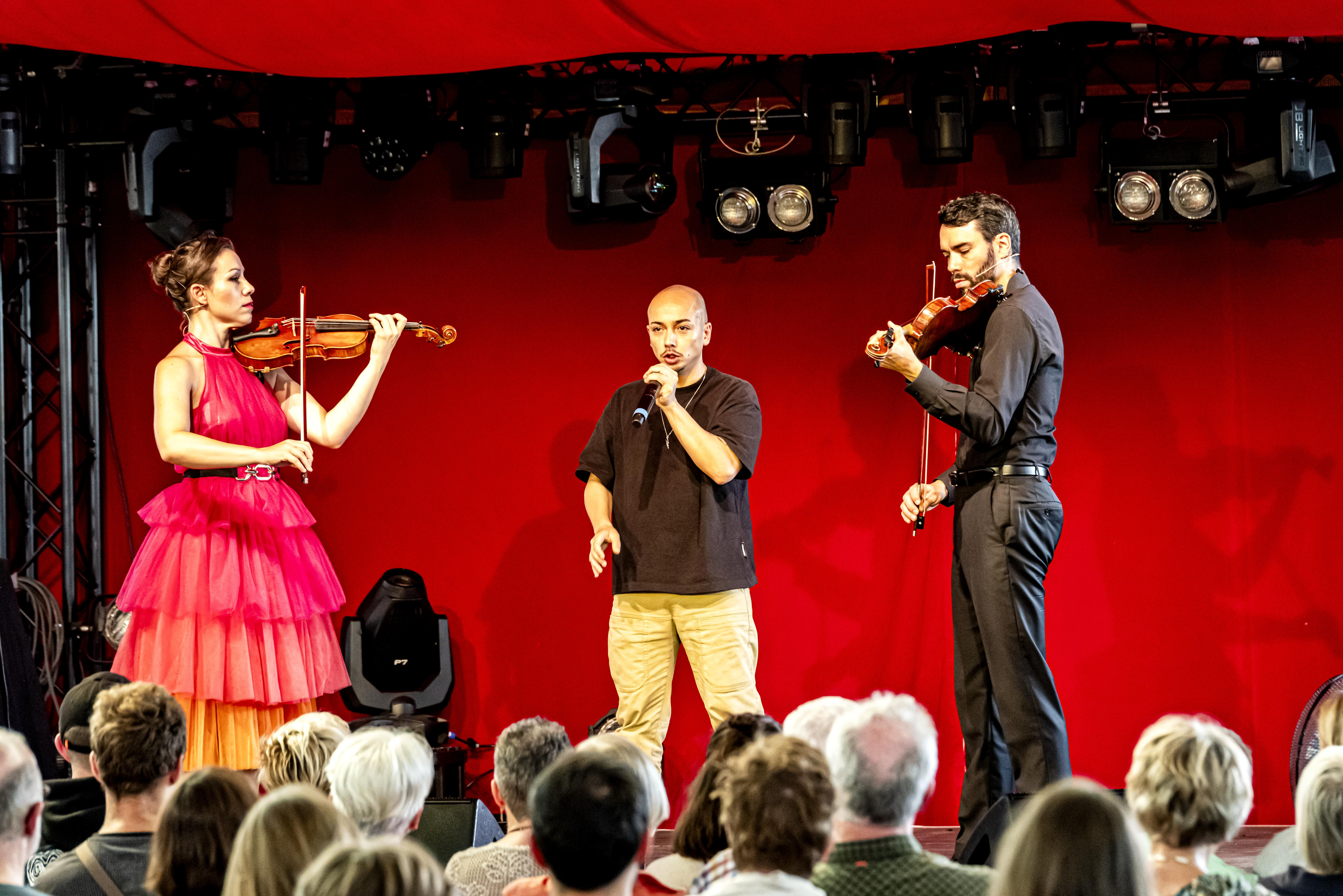
The Twiolins und Robeat auf dem ZMF 2023

The Twiolins sind ein Violinduo aus Mannheim.
Zunächst bestand das Duo aus den beiden Violinisten Marie-Luise Dingler (* 30. Dezember 1984 in Bühl) und Christoph Dingler (* 3. Februar 1986 in Baden-Baden). 2025 zog sich Christoph Dingler zurück und Marta Danilkovich bildet nun die zweite Hälfte des Duos. Sie spielen Stücke für Violinduo von Barock über Klassik, Romantik und Moderne bis hin zu zeitgenössischen Stücken. The Twiolins spielen auf Geigen des renommierten Geigenbauers Martin Schleske, seit 2021 ergänzt durch eine Bratsche von Gentges und Scheit, Berlin, die von Christoph Dingler gespielt wird. Sie sind insbesondere für sehr gutes Zusammenspiel und Klangidentität bekannt. Seit 2009 veranstalten sie alle 3 Jahre den internationalen Kompositionswettbewerb Crossover Composition Award um das Repertoire für die Besetzung 2 Violinen zu vergrößern, ab 2019 heißt dieser Wettbewerb Progressive Classical Music Award. Der Name „The Twiolines“ ist ein Wortspiel, das auf die „zwei“ (englisch „two“) Violinen hinweist, die als „Zwillinge“ (englisch „twins“) von Geigenbauer Schleske entstanden sind und von den Geschwistern Marie-Luise und Christoph Dingler gespielt werden.
Nach 15 Jahren hat sich Christoph Dingler neuen Zielen zugewendet und das Duo verlassen, es gibt schon eine Nachfolgerin. In Zukunft wird die Violinistin Marta Danilkovich die in Minsk (Belarus) geboren ist, in dem Duo spielen. Sie ist ihrem Violinenduo Divites 10 Jahre lang international aufgetreten, sie war mit diesem Duo der Gewinner des ’Grand Prize Virtuoso’ der Salzburg International Music Competition, des  ’Grand Prize Virtuoso’ in Amsterdam und weiteren.
In den Jahren 2019 und 2023 traten sie auf dem Zelt-Musik-Festival auf. 2019 war dies im Rahmen der Klassik-Matinee mit dem Namen "Die kleine Fiesta", bei der sie zusammen mit Enrique Ugarte, Viva Voce und Gerald Achee ein Bogen von Bach über Chopin und Piazolla bis zu Chick Corea spannten. 2023 hieß die Klassikmatinee am letzten Tag des Festivals "The Twiolins feat. Robeat", in der das Geigenduo zusammen mit Robeat virtuose Geigenmusik mit Beatboxing kombinierten.
Inzwischen ist Marie-Luise Dingler auch als Kinderbuchautorin aktiv und hat 2022 die beiden Bücher "Hurra, wir spielen ein Konzert" und "Trau dich, kleine Maus! (Hurra - Musikalische Abenteuer!)" herausgebracht, wobei ersteres auch in Englisch und Französisch erschienen ist.

## Geschichte
The Twiolins haben bereits im Alter von elf Jahren erfolgreich an bekannten Musik-Wettbewerben teilgenommen. Bei Jugend musiziert wurde ihnen sechsmal der erste Bundespreis verliehen. Außerdem waren sie in ihrer Jugend Mitglieder im Landes- und Bundesjugendorchester. Beide studierten Violine bei Dora Bratchkova an der Hochschule für Musik und Darstellende Kunst Mannheim. The Twiolins haben bereits in vielen Ländern Europas sowie China, Neuseeland, Vereinigte Arabische Emirate, Indien und Bangladesh konzertiert.
Solistisch traten sie u. a. mit der Deutschen Radio Philharmonie, der Philharmonie Baden-Baden, dem Brandenburgischen Staatsorchester, dem Württembergischen Kammerorchester Heilbronn, dem Orquestra Simfònica del Vallès (Spanien), dem New Ideas Chamber Orchestra (Litauen), den Mannheimer Philharmonikern, dem Kurpfälzischen Kammerorchester auf und wurden mehrfach im nationalen und internationalen Funk und Fernsehen übertragen (SWR, SWR2, RBB, Center TV, Desh TV u. v. a.).

## Auszeichnungen
The Twiolins sind Preisträger der Adolf-Metzner-Stiftung, der Heinrich-Vetter-Stiftung und des Internationalen Violinwettbewerbs Hofheim. Außerdem gewannen sie den 2. Preis beim Internen Hochschulwettbewerb „Interpretation Zeitgenössische Musik“ der Hochschule für Musik und Darstellende Kunst Mannheim und kamen beim Torneo Internazionale de Musica in Italien bis ins Halbfinale.

## Diskographie
Alle Neuerscheinungen werden auf der CDs-Seite des Internetauftritts mit einer Kurzbeschreibung und YouTube-Vorschau angekündigt.
- 2011 Album Virtuoso bei e-motion.music.[8]
- 2014 Album Sunfire bei e-motion.music.[9]
- 2017 Album Secret Places bei Edition Günther Hänssler.[10]
- 2020 Album Eight Seasons bei Solo Musica mit der Gegenüberstellung von Vivaldis Die vier Jahreszeiten und Piazzollas Tango Nuevo mit elf Stücken.[11]